# معادن مس افغانستان
افغانستان کشور غنی از مس بوده حدود بیشتر از ۶۸۵۰۰ میلیون تن این عنصر را در خود جا داده‌است. معادن مس به‌شکل کانی و رسوبی وجود دارد که زیاده معادن مس این کشور رسوبی می‌باشد. تا اکنون تحقیقات اداره جیولوژی افغانستان نشان داده‌است که در افغانستان حدود ۳۰۰ رسوبات مستند مس وجود دارد تا فعلاً در ۱۲ معادن مس تحقیقات صورت گرفته‌است. معادن مس در ولایت‌های لوگر، هرات، فراه، کاپیسا، قندهار، زابل کابل می‌باشد. علاوه بر این معادن مس جنوب افغانستان عبارتند از مس عینک جوهر و دربند و غیره می‌باشد. تا اکنون افغانستان دارای ۶۸۵۰۰ میلیون تن مس می‌باشد. از جمله چهار معادن (عینک، بلخاب، شیدا و زرکشان) از معادن بزرگ به سطح کشور شمرده می‌شود. همچنان یک گروه زمین شناسان وزارت دفاع آمریکا اظهار داشتند که اگر معادن مس افغانستان استخراج شود، پس این کشور جایگزین چیلی یا بزرکترین کشور صادر کنندهٔ مس در جهان است خواهد شد.
همچنان ادارهٔ جیولوجی و سروی ایالات متحدهٔ آمریکا نشان داده‌است که معادن آهن، مس، نیوبیم و سایر منرال‌های قیمتی از منابع گستردهٔ معادن خوانده می‌شود. به اساس سروی مذکور، تنها ارزش مس افغانستان بیشتر از ۲۷۳ میلیارد $۲۷۳٬۹۹۸٬۰۰۰٬۰۰۰ دالر آمریکایی خوانده شده‌است.

## معدن مس عینک
معدن مس عینک در ۳۰ کیلومتری جنوب غربی در منطقه «عینک» مربوط ولسوالی محمد آغه ولایت لوگر قرار دارند. این معدن بزرگترین معدن مس در افغانستان و دومین معدن مس در سطح جهان می‌باشد. ذخایر مجموعی این معادن ۱۱٫۳ میلون تن مس دارای فیصدی ۲٫۳ از مس و مقداری محدودی از طلا می‌باشد.

## معدن مس بلخاب ولایت سرپل
معدن مس بلخاب در منطقهٔ " پای میر سید مراد ولسوالی بلخاب سرپل که در ۱۵۰ کیلومتری مرکز موقعیت دارد، یک معدن بزرگ مس به سومین معدن مس درسطح جهانی وجود دارد و مساحت آن ۴۵۷کیلومتر مربع می‌باشد.
به اساس معلومات انجنیر محمد ابراهیم عادل وزیر اسبق وزارت معادن و پترولیم، مردم منطقه در حدود ۲۰۰۰ سال قبل از معدن مس بلخاب ولایت سرپل استفاده کرده‌اند. این معدن توسط زمین شناسان آمریکایی نیز تشخیص شده و از آن به حیث معدن بزرگ مس در جهان نام برده‌اند.
این معدن مس که در سال ۱۹۷۲ میلادی کشف گردیده، با داشتن ۱٫۶۶درصد مس خالص، ۴۰۰ متر عرض و در حدود ۵۰۰۰ متر طول دارد.
در کنار معدن مس بلخاب، یک دریای بزرگ و معدن بزرگ زغال سنگ نیز موقعیت دارد که از همینرو اهمیت این معدن مس را به شکل فوق‌العاده بیشتر کرده‌است، اما تا کنون کدام فیصله استخراج و قرار داد معدن مس بلخاب از سوی وزارت معادن صورت نگرفته‌است.

## معدن مس شید۱
معدن مس شیدا با داشتن ۱٬۱ درصد مواد خالص، ۴ متر عرض و ۱۵۰ متر طول ٬ضخامت ۲٫۴–۸ متر، ۲۴۰۰ متر مساحت دارد. این معدن در۶۵ کیلومتری ولایت هرات، در منطقهٔ مشترک بین ولسوالی‌های پشتون زرغون و ادرسکن موقعیت دارد. ذخیرهٔ مس این معدن ۵ میلیون تن است و در سال ۱۹۷۳ خورشیدی، طی سروی مشترک انجنیران روسی و افغان تثبیت گردیده‌است.

## معدن مس زرکشان
معادن مس زرکشان در منطقهٔ زرکشان ولسوالی قره باغ ولایت غزنی وجود دارد که توسط متخصصین داخلی و خارجی تشخیص شده‌اند. ارزش مجموعی مواد موجود در معادن مس و طلا منطقهٔ زرکشان به ۳۰ میلیارد دالر می‌رسد.
معدن مس و طلا زرکشان ولایت غزنی در ۲۲۵ کیلومتری جنوب ولایت کابل موقعیت دارد که در دو سال اول تولید طلا به سطح یک صوف کوچک از آن آغاز می‌شود و درطی پنج سال با یک معدن بزرگ مس تبدیل می‌شود. این معدن مس غزنی برای باراول در سال ۱۹۷۱ میلادی طی سروی مشترک انجنیران روسی و افغان کشف شده‌است.
همچنان ده‌ها معدن کوچک و بزرگ دیگر نیز در بخش‌های مختلف کشور وجود دارد، که یادآوری تمامی آن امکان ندارد، تنها از معادن مس که تثبیت شده، یادآور می‌شویم، اما معلومات مستند و دقیق در مورد استخراج آن وجود ندارد.

## معدن مس نایک
این معدن در ولایت هرات موقعیت دارد، اما معلومات در در مورد ذخیره و اکتشاف آن در دسترس نیست.

## معدن مس دوبرادر
این معدن که معلومات دقیق در مورد ذخیرهٔ آن وجود ندارد، در سال ۱۹۷۲ میلادی، در سروی مشترک انجنیران افغان و روسی کشف گردیده‌است.

## معدن مس سیم کوه
معدن مس سیم کو در سال ۱۹۷۳ میلادی، از سوی انجنیران روسی و افغان به اساس یک سروی کشف شد، اما مقدار ذخیره مس و امور استخراجی آن هنوز هم مشخص نیست.

## معدن مس میرعلی
معدن مس میرعلی که تا هنوز هم سروی دقیق ذخیره و استخراج آن صورت نگرفته، در سال ۱۹۷۰ میلادی کشف گردیده‌است.

## معدن مس دهانه
معدن مس دهانه با داشتن ۲۰۰ متر عرض و ۱۲۰۰ متر طول در سال ۱۹۷۱ میلادی، توسط انجنیران روسی و افغان در ولایت هرات کشف گردیده‌است.

## معدن مس دوثر
معدن مس دوثر در سال ۱۹۷۳ میلادی، توسط انجنیران افغان و روسی در ولایت هرات با داشتن ۱۵۰ متر عرض و ۲۲۰۰ متر طول کشف گردیده‌است.

## معدن مس بایوقره
این معدن که مقدار ذخیره آن هنوز هم معلوم نیست، در سال ۱۹۷۴میلادی توسط انجنیران افغان و روسی در ولایت بدخشان کشف گردیده‌است.

## معدن مس فارموره
معدن مس فارموره در ولایت بدخشان تشخیص گردیده، اما کدام سروی دقیق در مورد مقدار ذخیره، اکتشاف و استخراج آن صورت نگرفته‌است.

## معدن مس سی کو
این معدن که در حدود یک عشاریه هفت کیلومتر مساحت دارد، در سال ۱۹۷۲ میلادی توسط انجنیران افغان و روسی در ولایت فاریاب کشف گردیده‌است.

## معدن مس آهنکشان
این معدن در سال ۱۹۷۴ میلادی در ولایت بادغیس کشف گردیده که شش منطقه مختلف مس در این مشخص شده‌است. در این معدن علاوه بر مس طلا، مولبدینوم، سرب و فلز نیز وجود دارد.

## معدن مس کشکک
این معدن در سال ۱۹۷۲ میلادی، طی سروی مشترک انجنیران روسی و افغان کشف گردیده‌است.

## معدن مس گبرغی
معدن مس گبرغی در سال ۱۹۷۱ میلادی کشف شده‌است، مقدار ذخیره این معدن از ۱۰ تا ۱۲ هزار تن خواند شده و علاوه بر مس، فلز و سرب نیز در آن وجود دارد.

## معدن مس کندلان
این معدن با داشتن ۱۳۶۰۰ تن ذخیرهٔ، ۴۰۰ متر عرض و ۱۵۰۰ متر طول در ولایت زابل موقعیت دارد. علاوه بر مس طلا نیز در این ولایت تثبت شده، اما معدن مس آن بر سه بخش تقسیم شده که عبارت است از: ۱-کندلان ۲-سرخ شیلا ۳ – کپترغار.

## معدن مس «سرخ شیلا»
ذخیره این معدن در حدود ۴۱۰۰ تن می‌شود و با داشتن ۱۲۰ متر عرض و ۱۰۰۰ متر طول در سال ۱۹۷۱ میلادی توسط انجنیران روسی و افغان کشف گردیده‌است. علاوه بر مس چند تْن ذخیره طلا نیز در این معدن وجود دارد.

## معدن مس «کپترغار»
سه معدن مذکور که قبلاً از آن یادآوری شد، در ولایت زابل موقعیت دارد. این معدن با داشتن ۲۱۴۰۰تن مس، در سال ۱۹۷۱ خورشیدی توسط انجنیران روسی و افغان کشف گردیده و علاوه بر مس مقادیر مولبینیم، طلا و سلور نیز در این معدن وجود دارد.

## معدن مس «چارسو»
این معدن که ذخیرهٔ آن ۱۳۰۰۰ هزار تن می‌باشد، درسال۱۹۷۱ میلادی در ولایت زابل کشف گردیده‌است.

## معدن مس «تگاب سونی»
این معدن که در ولایت هرات موقعیت دارد، با دوبخش تقسیم شده که یک بخش آن در سال ۱۹۷۰میلادی و بخش دوم آن در سال ۱۹۷۲میلادی توسط انجنیران افغان و روسی کشف شده‌است. این معدن ۹۰۰متر عرض و در حدود ۳۰۰۰ متر طول دارد.

## معدن مس بیدن
این معدن در ولایت غور موقعیت دارد که در سال ۱۹۷۲ میلادی توسط انجنیران افغان و ورسی کشف گردیده‌است. در معدن مذکور در حدود یک درصد مس خالص وجود دارد.

## معدن مس «سردخانه»
این معدن در سال ۱۹۷۳ میلادی در ولایت فراه کشف شده و دو عشاریه ۳۱ در صد مس خالص دارد.

## معدن مس «گلاآغا»
این معدن با داشتن مس خالص (۳ تا ۶) درصد، در سال ۱۹۷۰میلادی در ولایت فراه کشف گردیده‌است.
همچنان یک معدن مس در منطقهٔ سرحدی ولایت فراه در سال ۱۹۷۰خورشیدی کشف گردیده که از یک تا دو اشاریه پنج درصد مس خالص دارد، اما تعداد دقیق در مورد ذخیرهٔ آن در دسترس قرار ندارد.

## معدن مس «غوری سفید»
این معدن باداشتن ۵۰ متر عرض و ۳۵۰ کیلومتر طول در سال ۱۹۷۰ خورشیدی توسط انجنیران افغان و روسی کشف گردیده‌است.

## معدن مس «کوه عروس»
این معدن باداشتن ۲۰۰ متر عرض، ۶۰۰ کیلومتر طول و یک فصد مس خالص در سال ۱۹۷۰ خورشیدی توسط انجنیران افغان و روسی کشف گردیده‌است.

## معدن مس مارکو
معدن مارکو ولایت فراه که یک درصد مس خالص دارد، در سال ۱۹۷۰ میلادی کشف و علاوه بر آن سلور، طلا، سرب، فلز و جست نیز در آن وجود دارد.

## معدن مس «گاریبا»
این معدن با داشتن در حدود ۵/۳ درصد مس خالص، ۶۰ متر عرض و ۳۰۰ متر طول دارد که در سال ۱۹۷۲ میلادی در ولایت فراه کشف گردیده‌است.

## معدن مس «دربس»
این معدن در سال ۱۹۷۳خورشیدی از سوی انجنیران روسی و افغان کشف گردیده که ۲۰۰ متر عرض و ۵۰۰۰ متر طول دارد.

## معدن مس «غورما»
این معدن در سال ۱۹۷۳ خورشیدی توسط انجنیران روسی و افغان در ولایت فراه کشف گردیده که ۱۲۰ متر عرض و ۱۰۰۰ متر طول دارد.

## معدن مس «چونی»
این معدن در سال ۱۹۶۷ خورشیدی در ولایت قندهار از سوی انجنیران روسی و افغان کشف گردیده‌است.

## معدن مس «گازوغیل»
معدن مذکور باداشتن ۳۰۰ متر عرض و ۵۰۰ متر طول در ولایت بغلان وجود دارد، اما سروی دقیق در مورد ذخیرهٔ معدن صورت نگرفته‌است.

## معدن مس «اندراب»
با داشتن ۱۰۰ عرض و ۱۰۰۰ متر طول در سال ۱۹۷۲ خورشیدی، توسط انجنیران روسی و افغان کشف گردیده‌است.

## معدن مس " تیلی دواب
این معدن با داشتن ۲۰۰ متر عرض و ۷۰۰ متر طول در سال ۱۹۷۲ خورشیدی کشف، اما سروی دقیق در مورد ذخیرهٔ آن صورت نگرفته‌است.

## معدن مس «غوری سنگ»
معدن مذکور در ولایت بغلان موقعیت دارد و اندازهٔ مس خالص آن در حدود ۱۰ درصد تثبیت شده‌است. این معدن در سال ۱۹۷۲ میلادی توسط انجنیران افغان و روسی سروی و کشف گردیده‌است.

## معدن مس «آشپشته»
معدن مس «آشپشته» ولایت بامیان در سال ۱۹۶۷میلادی کشف و ۲۰۰ متر طول دارد. مس خالص این معدن ۳درصد می‌باشد.

## معدن مس «سرخ پارسا»
این معدن در ولایت پروان وجود دارد و مساحت آن در حدود ۹ کیلومتر مربع می‌باشد که بین سال‌های ۱۹۶۰ تا ۱۹۶۷ میلادی کشف گردیده‌است.

## معدن مس کندالان ولایت زابل
ذخیره C1+C2 دارای ۳۷۰۰ تن مس با فیصدی ۳٫۸٪ وسایر عناصر معدنی وجود دار.

## معدن مس با سرب وجست اوخان کشان فاریاب
طول زون ۲٫۵ کیلومتر عرض ۲۰–۲۷۰ متر عیار ۰٫۱–۱٫۵٪مس با سرب وجست
شماری از معادن ناتثبیت شدهٔ مس نیز درافغانستان وجود دارد، اما در مورد تنها گفته می‌توانیم که در کدام ولایت موقعیت دارد. از معادن مذکور به شکل ذیل یادآور می‌شویم.
علاوه بر این ده‌ها معدن دیگر کوچک مس در کشور وجود دارد، اما کدام پیشرفت در بخش اکتشاف و استخراج آن صورت نگرفته و همچنان سروی دقیق ذخایر معادن مذکور نیز صورت نگرفته، اما موقعیت آن تنها به سطح ولایت مشخص گردیده‌است.

## معادن مس افغانستان به مقیاس کوچک و بلند
معادن مس افغانستان به مقیاس کوچک و بلند دارای سنگ‌های مس دار می‌باشند قرار ذیل اند:
1. معدن مس بلخاب سرپل
2. معدن مس در کوتل خاواک پنجشیر
3. معدن مس فرنجل غوربند
4. معدن مس جیرعلی پنجشیر و تاواخ پنجشیر
5. معدن مس کوه چراغانی کهنه خمار ولایت میدان در ۶۰ کیلومتری کابل
6. معدن مس لوگر در منطقه گلدره
7. معدن مس گل دره کوهدامن
8. معدن مس کوتل قلیچ علاقه کهمرد بامیان
9. معدن مس ارغنداب، توخی قندهار
10. معدن مس دربند ولایت کابل
11. معدن مس گلوغه فراه اعیار ۱ فیصدباسرب روی و آهن
12. معادن مس دربند کابل طول زون ۷ کیلومتر عرض اکیلومتر زیاده از ۸۰ میلیون تن
13. معدن مس دره علیسنگ بغلان ۲۰۰ متر طول عرض ۳۰ متر معیار ۰٫۱.
14. معادن مس منطقهٔ منگسک میدان وردک

## مقالات مرتبط با این مقاله
1. .معادن افغانستان
2. . وزارت معادن افغانستان
3. . منابع طبیعی افغانستان
4. . معدن مس عینک